# Комитет скептических расследований
Комитет скептических расследований (англ. Committee for Skeptical Inquiry, сокр. CSI, прежнее название Комитет по научному расследованию заявлений о паранормальных явлениях (англ. Committee for the Scientific Investigation of Claims of the Paranormal, сокр. CSICOP) — исследовательская и просветительская организация, действующая под эгидой американской некоммерческой организации Center for Inquiry. Деятельность CSI направлена на поощрение использования принципов научного скептицизма при расследовании свидетельств очевидцев паранормальных явлений и заявлений представителей маргинальных наук.
Комитет учреждён в 1976 году по инициативе американского философа-гуманиста Пола Куртца.

## Создание
В связи с ростом интереса к паранормальным явлениям в США в 1970-х годах возникли опасения, что в стране набирает влияние иррационализм. Это подтолкнуло профессора философии Пола Куртца к созданию CSICOP на специально созванной конференции Американской гуманистической ассоциации (АГА), прошедшей 30 апреля — 1 мая 1976 года в отделении университета Буффало в Амхерсте.
Ещё в 1975 году Куртц организовал сбор подписей под заявлением «Возражения против астрологии» (англ. Objections to Astrology), которое было поддержано 186 учёными и опубликовано в издаваемом АГА и редактируемом Куртцом бюллетене The Humanist. По сведениям самого Куртца, заявление было также разослано во все газеты США и Канады. Полученная поддержка побудила Куртца пригласить «столько скептически настроенных учёных, сколько он мог найти» на конференцию, целью которой было создание новой организации, которая занималась бы критическим исследованиям широкого круга паранормальных явлений. В числе приглашённых были Мартин Гарднер, Рей Хайман, Джеймс Рэнди, Марчелло Труцци, которые уже были членами похожего, но непопулярного, объединения Resources for the Scientific Evaluation of the Paranormal (RSEP). Куртц сумел убедить их распустить свою организацию и вступить в CSICOP вместе с другими членами RSEP, среди которых Карл Саган, Айзек Азимов, Б. Ф. Скиннер и Филип Класс.